# Synagris trispinosa
Synagris trispinosa är en stekelart som beskrevs av François du Buysson 1910. Synagris trispinosa ingår i släktet Synagris och familjen Eumenidae. Inga underarter finns listade i Catalogue of Life.